# Vennbahn
Vennbahn er en tidligere jernbanestrækning, som blev bygget delvist over tysk territorium, men som nu ligger helt i Belgien, fordi det område, hvor strækningens spor, stationer og andre installationer lå, blev belgisk territorium med Versaillestraktaten i 1919. Dette resulterede i at der opstod fem tyske eksklaver på strækningens vestlige side (det præcise antal varierer i kilderne).
Indtil slutningen af 2001 blev strækningen brugt til turistkørsel. Dette blev stoppet pga. mangel på ressourcer. En del af strækningen mellem Kalterherberg og Sourbrodt bliver nu brugt til skinnecykler.
D. 4. december 2007 var nedtagningen af den nu ubrugte strækning begyndt. I september 2008 var sporene mellem Trois-Ponts og Sourbrodt fuldstændig væk.

## Historie
Strækningen blev bygget til fragt af kul og jern. Delstrækningen fra Aachen til Monschau blev åbnet 30. juni 1885. Delstrækningen fra Raeren til Eupen blev åbnet 3. august 1887. Forbindelsen til Walheim blev åbnet 21. december 1889.